# Fucile a canna liscia da combattimento

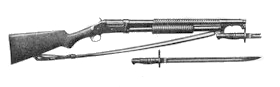
Un Winchester Model 1897, in versione "trench gun", notare la canna più corta e l'attacco per baionetta

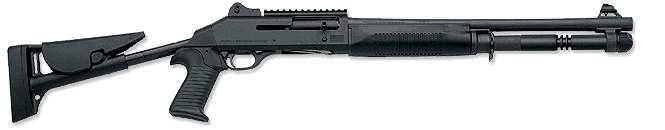
Il Benelli M4 Super 90, un fucile a canna liscia semiauto, usato dall'esercito italiano, americano ed altri

Il fucile a canna liscia da combattimento è un tipo di arma ad anima liscia usato in guerra, invece che a scopo venatorio o difensivo.
Il motivo principale del loro utilizzo in guerra è perché le munizioni spezzate (es. pallettoni, pallini ecc) hanno una maggiore possibilità di colpire rispetto ad armi a proiettile unico.

## Storia
I primi modelli usati in guerra erano semplicemente pezzi da caccia usati a scopo offensivo, spesso caricati a "buck and ball" cioè con pallettoni e palla singola insieme che aumentano sia la probabilità di colpire che la gittata. I primi fucili costruiti appositamente per il combattimento furono i cosiddetti "trench gun" (cioè "fucile da trincea"), fucili a pompa molto resistenti, capaci di ripulire rapidamente una trincea nemica. I primi modelli furono principalmente impiegati durante la prima guerra mondiale dagli statunitensi. Erano così efficaci che la Germania mandò una protesta diplomatica ufficiale, perché le considerava armi che violavano il diritto bellico, in quanto usavano munizioni di piombo, che erano proibite dalla terza dichiarazione della convenzione dell'Aia del 1899. 
Dopo uno studio, il Judge Advocate General (un corpo di ufficiali americani con lauree in legge), rigettò l'accuse, in quanto le munizioni erano placcate. Questo fu il primo e l'ultimo tentativo di impedire l'uso di fucili a canna liscia in guerra. Gli esempi principali di questi erano il Winchester Model 1897 e il Winchester Model 1912. Queste armi generalmente avevano una canna accorciata rispetto ad un normale fucile a canna liscia, utile per l'uso nello spazio ristretto di una trincea, e presentavano un'attaccatura per baionetta. L'efficacia di queste armi in combattimento fu innegabilmente provata durante la grande guerra, in un periodo in cui le armi individuali erano molto lunghe (intorno a 1,2 m), quindi inadatte ad un uso in trincea, quasi tutte ad a otturatore girevole-scorrevole, con caricatori quasi sempre di 5 colpi o meno, quindi dotate di un rateo di fuoco reale molto basso, un fucile capace di colpire più bersagli insieme, ripetutamente e con efficacia era ben accetto. 
Oltre che per il combattimento in trincea queste armi erano e sono usate ampiamente per la guerriglia urbana, come dimostra l'esperienza del sergente Fred Lloyd, il quale il 27 settembre 1918 armato di un Model 1897 conquistò da solo un villaggio in mano tedesca, mettendo in rotta 30 soldati nemici.
Nella seconda guerra mondiale i fucili da combattimento furono ampiamente usati da formazioni partigiane e dall'esercito statunitense, soprattutto per la guerriglia nella giungla. Attualmente i fucili da combattimento sono ampiamente usati da vari eserciti, per gli stessi motivi descritti prima, e possono essere automatici, semiautomatici e a pompa. Solitamente i primi due montano caricatori rimovibili a scatola o più raramente a tamburo, i quali possono contenere un maggior numero di colpi e rendono il fucile più rapido da ricaricare. Ne sono un esempio il Franchi SPAS-15 (caricatore a scatola) e il Pancor Jackhammer (caricatore a tamburo). 

## Descrizione
I moderni fucili da combattimento solitamente sono progettati per utilizzare caricatori rimovibili, più pratici, e sparare sia in modalità semiautomatica che con azionamento a pompa, in modo da passare da una modalità all'altra in caso di inceppamento o per avere un maggior controllo dell'arma, ma anche per consentire il riarmo anche se si usano munizioni non micidiali e quindi meno potenti, incapaci di far compiere l'intera corsa di riarmo all'otturatore.  
Generalmente in combattimento sono usati i pallettoni (in inglese buckshot, cioè mitraglia da cervi), con una rosa di colpi che dipende dalla canna e dal diametro della volata, e può ferire fino a 70 m. Lo sparare tanti pallettoni insieme rende il fucile a canna liscia l'arma più efficace a corte distanze, con una probabilità di colpire del 45% superiore ad un mitra, e due volte superiore di un fucile d'assalto. Anche se ogni pallettone non è dotato di molta forza di penetrazione, il maggior numero di proiettili aumenta la probabilità di causare ferite, anche periferiche.

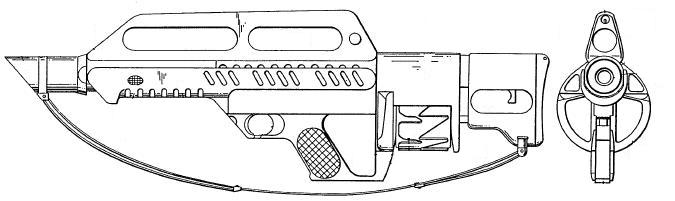
Un Pancor Jackhammer, prototipo completamente automatico prodotto in pochi esemplari.

## Fattori rilevanti per l'efficacia

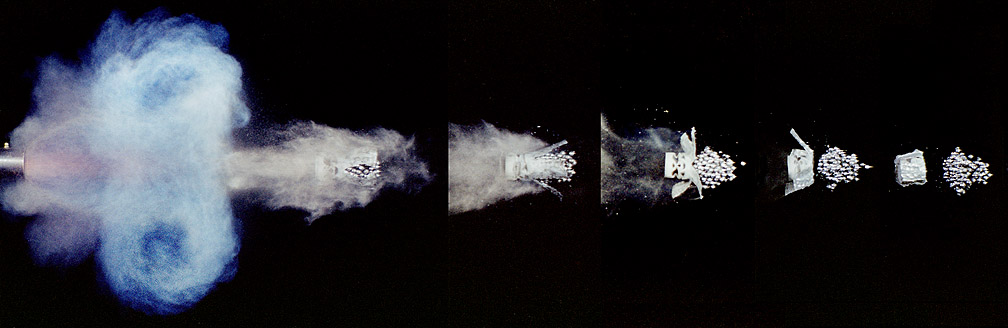
Una serie di fotogrammi individuali ogni 1/1 000 000 di secondo, che mostra lo sparo di una munizione a pallini

Uno studio effettuato dal Joint Service Combat Shotgun Program, in favore dell'uso del fucile a canna liscia in combattimento dichiarò che queste armi hanno una probabilità di colpire un bersaglio molto maggiore di qualunque altro tipo di arma da fuoco.
I fucili a pompa sono ritenuti più affidabili rispetto a quelli automatici, avendo una minore propensione ad incepparsi grazie alla semplicità del meccanismo di riarmo, ma sono limitati dal magazzino tubolare sottocanna, un caricatore fisso contenente al massimo 8 colpi e la cui capienza dipende, per ovvi motivi, dalla lunghezza della canna. 
L'uso principale è nello sfondare le porte, generalmente distruggendo il lucchetto e/o i cardini, o nel combattimento stanza a stanza. 
Vi sono vari fattori da considerare nella scelta delle munizioni:
- Pallini perdono velocità più rapidamente, ed hanno minore forza di penetrazione
- Pallettoni hanno, per colpo, meno proiettili dei pallini, diminuendo la probabilità di colpire
- Colpi con carica esplosiva maggiore danno più rinculo e velocità maggiore
- Colpi a rinculo ridotto (con meno proiettili e/o a velocità ridotta) danno rose di colpi più strette, il che diminuisce la probabilità di colpire